# 北米回廊
北米回廊（ほくべいかいろう、英語: CANAMEX Corridor）は、アメリカ合衆国を経由してカナダとメキシコとを結ぶ連絡路の一連の改良のことである。北米自由貿易協定に基づいて設立された。現在のところ高速道路のみが指定されているが、鉄道やパイプライン、光ケーブル網なども提案されている。

## 起源
北米回廊は1991年にISTEA高速道路法案で概要が描かれ、1995年11月28日に議会を通過した公法104-59・1995年全国高速道路システム指定法によって定義された。

## 経由地
カナダ
- ブリティッシュコロンビア州
  - 州道97号線（英語版）（アラスカ・ハイウェイ）
  - 州道2号線（英語版） - ドーソン・クリークから州境まで
- アルバータ州
  - 州道43号線（英語版） - 州境から州道16号交点まで
  - 州道16号線（英語版） - エドモントンまで
  - 州道216号線（英語版） - エドモントン市内
  - 州道2号線（英語版） - エドモントンからカルガリーを経てフォート・マクラウドまで
  - 州道3号線（英語版） - フォート・マクラウドからレスブリッジまで
  - 州道4号線（英語版） - レスブリッジから国境まで（州間高速道路15号線に接続）

アメリカ合衆国
- モンタナ州 - 州間高速道路15号線
- アイダホ州 - 州間高速道路15号線
- ユタ州 - 州間高速道路15号線
- ネバダ州
  - 州間高速道路15号線 - 州境からラスベガスまで
  - 州間高速道路515号線（英語版） - ラスベガスからヘンダーソンまで
  - 国道93号線（英語版）および州間高速道路11号線（英語版） - ヘンダーソンから州境まで
- アリゾナ州
  - 国道93号線 - 州境からウィッケンバーグ（英語版）まで
  - 国道60号線（英語版） - ウィッケンバーグからフェニックスまで（この区間は正式には回廊に含まれていない[3]）
  - 州間高速道路10号線 - フェニックスからツーソンまで
  - 州間高速道路19号線（英語版） - ツーソンから国境まで

メキシコ
- ソノラ州 - メキシコシティ - Mexico Federal Highway 15D

## 高速道路
アメリカ合衆国通過分に関しては高優先路線(High Priority Corridor)として特別に整備されている。北米自由貿易協定で北米回廊に指定された路線は最低4車線に拡幅することとされている。2008年には、米国通過分が84％、メキシコ国内が86％まで拡幅整備済みである。カナダ分については2007年までに全区間の整備が完了している。
回廊が最初に承認されたとき、アリゾナ州内に対処の必要なボトルネックとなる箇所が2箇所存在した。1つ目は、アリゾナ州北西部を横切る国道93号線の区間で、当時はフーバーダムを通過する箇所に多数のヘアピンカーブがある遅いルートが含まれていた。この問題を解決するために、2010年12月にフーバーダムバイパスが開通した。
2つ目の問題はフェニックス近くでの分断箇所である。正式な回廊の指定では、フェニックスで州間高速道路10号線(I-10)から国道93号線(US 93)へと連絡することになっている。しかし、US 93はフェニックスの北西のウィッケンバーグまでしか伸びておらず、I-10とは距離がある。US 93とI-10の間はフェニックスの西郊を通る国道60号線で結ばれているが、この道路は条約で定められた基準を満たしていない。解決のために選択された代替案として、アリゾナ州道303号線を改良・延長して北米回廊に組み込む案がある。ほとんどの区間の改良は完了しており、2016年末までに完了すると予想されている。また、ネバダ州ラスベガスからアリゾナ州カサグランデまでを州間高速道路11号線で結ぶ第2の提案がなされた。

## 鉄道
北米自由貿易協定では鉄道路線も北米回廊に指定することとなった。ユニオン・パシフィック鉄道（The Union Pacific Railroad）が既に州間高速道路15号線に併走するネバダ州ラスベガスからカナダまでの路線と、アリゾナ州フェニックスからメキシコまでの路線で列車を運行しており、おおよそ北米回廊に沿っている。但しラスベガスからフェニックスを直接結ぶ路線はなく、現状ではカリフォルニア州バーストウまで迂回しなければならない。